# Sarvioja (vattendrag i Finland)
Sarvioja är ett vattendrag i Finland.   Det ligger i landskapet Lappland, i den norra delen av landet, 600 km norr om huvudstaden Helsingfors.